# Pterocirrus parvoseta
Pterocirrus parvoseta är en ringmaskart som först beskrevs av Banse och Edward Hobson 1968.  Pterocirrus parvoseta ingår i släktet Pterocirrus och familjen Phyllodocidae. Inga underarter finns listade i Catalogue of Life.